# 17286 Bisei
17286 Bisei este un asteroid din centura principală de asteroizi.

## Descriere
17286 Bisei este un asteroid din centura principală de asteroizi. A fost descoperit pe 8 iulie 2000 la Bisei Spaceguard Center în cadrul programului BATTeRS. Asteroidul prezintă o orbită caracterizată de o semiaxă mare de 2,34 ua, o excentricitate de 0,14 și o înclinație de 6,0° în raport cu ecliptica.